# Réseau de transport de Seine Normandie Agglomération
SNgo!, ou SN'go est le réseau de transport en commun de Vernon et des autres communes de la communauté d'agglomération Seine Normandie Agglomération qui regroupe un peu moins de 83 000 habitants.
Le réseau est exploité par Transdev Normandie Val de Seine (TVS) (qui fait partie du groupe Transdev).
Ce réseau de transport en commun comprend :
- 6 lignes de bus urbaines
- 1 ligne de bus suburbaine
- HANDIgo !, service de transport à destination des personnes en situation de handicap
- la navette touristique Vernon-Giverny

Les lignes 1 à 6, 10, S et M convergent à la gare routière (arrêt République) où la correspondance avec le réseau interurbain de l'Eure est organisée.

## Histoire
Depuis le 1er janvier 2010, la communauté d'agglomération des Portes de l'Eure a mis en place un réseau de transport en commun sur son territoire.
Jusqu'en 2014, la commune de Saint-Just (Eure) fut desservie au titre du réseau dénommé Transcape.
On renvoie au fichet horaire de 2014 qui relate l'organisation du réseau en 2014.
En 2017, le réseau Transcape change de nom et d'organisation et devient SN'go.

## Exploitation
Le réseau SN'go exploite 11 lignes dans l'agglomération de Seine Normandie. 6 lignes urbaines se concentrant principalement sur Vernon. 1 ligne urbaine aux Andelys. 1 ligne urbaine à Pacy-sur-Eure. 1 ligne scolaire. 2 lignes interurbaines et une navette.
| Ligne | Caractéristiques | Caractéristiques | Caractéristiques | Caractéristiques | Caractéristiques | Caractéristiques | Caractéristiques | Caractéristiques | Caractéristiques |
| 1     | Vernon — République ⥋ Vernon — Les Douers | Vernon — République ⥋ Vernon — Les Douers                                                                                            | Vernon — République ⥋ Vernon — Les Douers                                                                                            | Vernon — République ⥋ Vernon — Les Douers                                                                                            | Vernon — République ⥋ Vernon — Les Douers                                                                                            | Vernon — République ⥋ Vernon — Les Douers                                                                                            | Vernon — République ⥋ Vernon — Les Douers                                                                                            | Vernon — République ⥋ Vernon — Les Douers                                                                                            | Vernon — République ⥋ Vernon — Les Douers                                                                                            |
| ----- | --- | --- | --- | --- | --- | --- | --- | --- | --- |
| 1     | Ouverture / Fermeture — / — | Longueur - km | Durée 15 min | Nb. d’arrêts 12 | Matériel Mercedes-Benz Citaro K Facelift                                                                                             | Jours de fonctionnement L, Ma, Me, J, V, S                                                                                           | Jour / Soir / Nuit / Fêtes O / O / N / N                                                                                             | Voy. / an — | Centre-bus Vernon |
| 1     | Desserte : - Villes et lieux desservis : Vernon - Gares desservies : Gare de Vernon - Giverny | | | | | | | | |
| 1     | Autre : - Amplitudes horaires : La ligne fonctionne du lundi au vendredi de 5 h 5 à 0 h 20 et le week-end de 6 h à 23 h 50. En heures de pointe, elle circule toutes les 30 minutes dans le sens de la pointe et toutes les heures dans la contre-pointes - Date de dernière mise à jour : 29 avril 2021. | | | | | | | | |
| 1     | Dernière actualisation : — | | | | | | | | |
| 2     | Vernon - République ⥋ Vernon - Dammasse | Vernon - République ⥋ Vernon - Dammasse                                                                                              | Vernon - République ⥋ Vernon - Dammasse                                                                                              | Vernon - République ⥋ Vernon - Dammasse                                                                                              | Vernon - République ⥋ Vernon - Dammasse                                                                                              | Vernon - République ⥋ Vernon - Dammasse                                                                                              | Vernon - République ⥋ Vernon - Dammasse                                                                                              | Vernon - République ⥋ Vernon - Dammasse                                                                                              | Vernon - République ⥋ Vernon - Dammasse                                                                                              |
| 2     | Ouverture / Fermeture — / — | Longueur — | Durée 15 min | Nb. d’arrêts 12 | Matériel Mercedes-Benz Citaro K Facelift                                                                                             | Jours de fonctionnement L, Ma, Me, J, V, S                                                                                           | Jour / Soir / Nuit / Fêtes O / O / N / N                                                                                             | Voy. / an — | Centre-bus Vernon |
| 2     | Desserte : - Villes et lieux desservis : Vernon. - Gares desservies : Gare de Vernon - Giverny. | | | | | | | | |
| 2     | Autre : - Amplitudes horaires : La ligne fonctionne du lundi au samedi de 6 h 0 à 20 h. La fréquence en heures de pointe est d'un bus toutes les demi-heures dans le sens de la pointe et toutes les heures dans la contre-pointe. Tout le reste du temps, la fréquence est d'un bus toutes les heures - Date de dernière mise à jour : 29 avril 2021. | | | | | | | | |
| 2     | Dernière actualisation : — | | | | | | | | |
| 3     | Vernon - République ⥋ Vernon — Bad Kissingen | Vernon - République ⥋ Vernon — Bad Kissingen                                                                                         | Vernon - République ⥋ Vernon — Bad Kissingen                                                                                         | Vernon - République ⥋ Vernon — Bad Kissingen                                                                                         | Vernon - République ⥋ Vernon — Bad Kissingen                                                                                         | Vernon - République ⥋ Vernon — Bad Kissingen                                                                                         | Vernon - République ⥋ Vernon — Bad Kissingen                                                                                         | Vernon - République ⥋ Vernon — Bad Kissingen                                                                                         | Vernon - République ⥋ Vernon — Bad Kissingen                                                                                         |
| 3     | Ouverture / Fermeture — / — | Longueur — | Durée 15-20 min | Nb. d’arrêts 17 | Matériel Mercedes Citaro K Facelift                                                                                                  | Jours de fonctionnement L, Ma, Me, J, V, S                                                                                           | Jour / Soir / Nuit / Fêtes O / O / N / N                                                                                             | Voy. / an — | Centre-bus Vernon |
| 3     | Desserte : - Villes et lieux desservis : Vernon - Gare desservie : Gare de Vernon - Giverny | | | | | | | | |
| 3     | Autre : - Amplitudes horaires : La ligne fonctionne du lundi au vendredi de 6 h 0 à 20 h. La fréquence est d'une demi-heure en heures de pointe dans le sens de la pointe et d'une heure dans la contre-pointe. Tout le reste du temps, la fréquence est d'un bus par heure. - Date de dernière mise à jour : 29 avril 2021. | | | | | | | | |
| 3     | Dernière actualisation : — | | | | | | | | |
| 4     | Vernon - République ⥋ Vernon — Corvette | Vernon - République ⥋ Vernon — Corvette                                                                                              | Vernon - République ⥋ Vernon — Corvette                                                                                              | Vernon - République ⥋ Vernon — Corvette                                                                                              | Vernon - République ⥋ Vernon — Corvette                                                                                              | Vernon - République ⥋ Vernon — Corvette                                                                                              | Vernon - République ⥋ Vernon — Corvette                                                                                              | Vernon - République ⥋ Vernon — Corvette                                                                                              | Vernon - République ⥋ Vernon — Corvette                                                                                              |
| 4     | Ouverture / Fermeture — / — | Longueur — | Durée 15-20 min | Nb. d’arrêts 15 | Matériel Mercedes Citaro K Facelift                                                                                                  | Jours de fonctionnement L, Ma, Me, J, V, S                                                                                           | Jour / Soir / Nuit / Fêtes O / O / N / N                                                                                             | Voy. / an — | Centre-bus Vernon |
| 4     | Desserte : - Villes et lieux desservis : Vernon, - Gare desservie : Gare de Vernon - Giverny | | | | | | | | |
| 4     | Autre : - Amplitudes horaires : La ligne fonctionne du lundi au vendredi de 6 h 0 à 20 h. La fréquence est d'une demi-heure en heures de pointe dans le sens de la pointe et d'une heure dans la contre-pointe. Tout le reste du temps, la fréquence est d'un bus par heure. - Particularités : La ligne possède deux arrêts partiels : "SNECMA" et "Centre d'Essai". Ces deux arrêts sont desservis seulement quelques heures dans la journée en semaine et pas du tout le week-end. - Date de dernière mise à jour : 29 avril 2021.                               | | | | | | | | |
| 4     | Dernière actualisation : — | | | | | | | | |
| 5     | Vernon - République ⥋ Saint-Marcel — 11 Novembre | Vernon - République ⥋ Saint-Marcel — 11 Novembre                                                                                     | Vernon - République ⥋ Saint-Marcel — 11 Novembre                                                                                     | Vernon - République ⥋ Saint-Marcel — 11 Novembre                                                                                     | Vernon - République ⥋ Saint-Marcel — 11 Novembre                                                                                     | Vernon - République ⥋ Saint-Marcel — 11 Novembre                                                                                     | Vernon - République ⥋ Saint-Marcel — 11 Novembre                                                                                     | Vernon - République ⥋ Saint-Marcel — 11 Novembre                                                                                     | Vernon - République ⥋ Saint-Marcel — 11 Novembre                                                                                     |
| 5     | Ouverture / Fermeture — / — | Longueur — | Durée 15-20 min | Nb. d’arrêts 14 | Matériel Mercedes Citaro K Facelift                                                                                                  | Jours de fonctionnement L, Ma, Me, J, V, S                                                                                           | Jour / Soir / Nuit / Fêtes O / O / N / N                                                                                             | Voy. / an — | Centre-bus Vernon |
| 5     | Desserte : - Villes et lieux desservis : Vernon, Saint-Marcel - Gare desservie : Gare de Vernon - Giverny | | | | | | | | |
| 5     | Autre : - Amplitudes horaires : La ligne fonctionne du lundi au vendredi de 6 h 0 à 20 h. La fréquence est d'une demi-heure en heures de pointe dans le sens de la pointe et d'une heure dans la contre-pointe. Tout le reste du temps, la fréquence est d'un bus par heure. - Date de dernière mise à jour : 29 avril 2021. | | | | | | | | |
| 5     | Dernière actualisation : — | | | | | | | | |
| 6     | Vernon - République ⥋ Saint-Marcel — Poste | Vernon - République ⥋ Saint-Marcel — Poste                                                                                           | Vernon - République ⥋ Saint-Marcel — Poste                                                                                           | Vernon - République ⥋ Saint-Marcel — Poste                                                                                           | Vernon - République ⥋ Saint-Marcel — Poste                                                                                           | Vernon - République ⥋ Saint-Marcel — Poste                                                                                           | Vernon - République ⥋ Saint-Marcel — Poste                                                                                           | Vernon - République ⥋ Saint-Marcel — Poste                                                                                           | Vernon - République ⥋ Saint-Marcel — Poste                                                                                           |
| 6     | Ouverture / Fermeture — / — | Longueur — | Durée 15-20 min | Nb. d’arrêts 10 | Matériel Mercedes Citaro K Facelift                                                                                                  | Jours de fonctionnement L, Ma, Me, J, V, S                                                                                           | Jour / Soir / Nuit / Fêtes O / O / N / N                                                                                             | Voy. / an — | Centre-bus Vernon |
| 6     | Desserte : - Villes et lieux desservis : Vernon, Saint-Marcel - Gare desservie : Gare de Vernon - Giverny | | | | | | | | |
| 6     | Autre : - Amplitudes horaires : La ligne fonctionne du lundi au vendredi de 6 h 0 à 20 h. La fréquence est d'une demi-heure en heures de pointe dans le sens de la pointe et d'une heure dans la contre-pointe. Tout le reste du temps, la fréquence est d'un bus par heure. - Date de dernière mise à jour : 29 avril 2021. | | | | | | | | |
| 6     | Dernière actualisation : — | | | | | | | | |
| 8     | Les Andelys - Maison de Retraite - Hôpital / Les Andelys - Piscine ⥋ Les Andelys — Le Mesnil Bellanguet / Frenelles-en-Vexin - Stade | Les Andelys - Maison de Retraite - Hôpital / Les Andelys - Piscine ⥋ Les Andelys — Le Mesnil Bellanguet / Frenelles-en-Vexin - Stade | Les Andelys - Maison de Retraite - Hôpital / Les Andelys - Piscine ⥋ Les Andelys — Le Mesnil Bellanguet / Frenelles-en-Vexin - Stade | Les Andelys - Maison de Retraite - Hôpital / Les Andelys - Piscine ⥋ Les Andelys — Le Mesnil Bellanguet / Frenelles-en-Vexin - Stade | Les Andelys - Maison de Retraite - Hôpital / Les Andelys - Piscine ⥋ Les Andelys — Le Mesnil Bellanguet / Frenelles-en-Vexin - Stade | Les Andelys - Maison de Retraite - Hôpital / Les Andelys - Piscine ⥋ Les Andelys — Le Mesnil Bellanguet / Frenelles-en-Vexin - Stade | Les Andelys - Maison de Retraite - Hôpital / Les Andelys - Piscine ⥋ Les Andelys — Le Mesnil Bellanguet / Frenelles-en-Vexin - Stade | Les Andelys - Maison de Retraite - Hôpital / Les Andelys - Piscine ⥋ Les Andelys — Le Mesnil Bellanguet / Frenelles-en-Vexin - Stade | Les Andelys - Maison de Retraite - Hôpital / Les Andelys - Piscine ⥋ Les Andelys — Le Mesnil Bellanguet / Frenelles-en-Vexin - Stade |
| 8     | Ouverture / Fermeture — / — | Longueur — | Durée 1h15 min | Nb. d’arrêts 45 | Matériel Mercedes Sprinter | Jours de fonctionnement L, Ma, Me, J, V, S                                                                                           | Jour / Soir / Nuit / Fêtes O / O / N / N                                                                                             | Voy. / an — | Centre-bus Vernon |
| 8     | Desserte : - Villes et lieux desservis : Les Andelys, Frenelles-en-Vexin, - Gare desservie : | | | | | | | | |
| 8     | Autre : - Amplitudes horaires : La ligne fonctionne du lundi au vendredi de 6 h 0 à 20 h. La ligne n'a pas de cadencement - Particularités : La ligne possède des dessertes partielles et un terminus partiels à Longuemare. Les arrêts "ESAT", "Secours Populaire", "Stade Tomani", "Cimetière Haut", "Rivière", "Villers la Place", "Villers les Labours", "Radeval", "Corny Salle des Fêtes", "Corny les Cottage", "Saint-Jean-de-Frenelles Rond-Point", "Saint-Jean-de-Frenelles Chapelle", "Boisemont Mairie". - Date de dernière mise à jour : 29 avril 2021. | | | | | | | | |
| 8     | Dernière actualisation : — | | | | | | | | |
| 9     | Ménilles - Haut-Ménilles ⥋ Pacy-sur-Eure — Zone Artisanale | Ménilles - Haut-Ménilles ⥋ Pacy-sur-Eure — Zone Artisanale                                                                           | Ménilles - Haut-Ménilles ⥋ Pacy-sur-Eure — Zone Artisanale                                                                           | Ménilles - Haut-Ménilles ⥋ Pacy-sur-Eure — Zone Artisanale                                                                           | Ménilles - Haut-Ménilles ⥋ Pacy-sur-Eure — Zone Artisanale                                                                           | Ménilles - Haut-Ménilles ⥋ Pacy-sur-Eure — Zone Artisanale                                                                           | Ménilles - Haut-Ménilles ⥋ Pacy-sur-Eure — Zone Artisanale                                                                           | Ménilles - Haut-Ménilles ⥋ Pacy-sur-Eure — Zone Artisanale                                                                           | Ménilles - Haut-Ménilles ⥋ Pacy-sur-Eure — Zone Artisanale                                                                           |
| 9     | Ouverture / Fermeture — / — | Longueur — | Durée 30 min | Nb. d’arrêts 22 | Matériel Mercedes Sprinter | Jours de fonctionnement L, Ma, Me, J, V, S                                                                                           | Jour / Soir / Nuit / Fêtes O / O / N / N                                                                                             | Voy. / an — | Centre-bus Vernon |
| 9     | Desserte : - Villes et lieux desservis : Pacy-sur-Eure, Ménilles - Gare desservie : Gare routière de Pacy-sur-Eure | | | | | | | | |
| 9     | Autre : - Amplitudes horaires : La ligne fonctionne du lundi au vendredi de 6 h 0 à 20 h. La fréquence est d'un bus par heure. - Date de dernière mise à jour : 29 avril 2021. | | | | | | | | |
| 9     | Dernière actualisation : — | | | | | | | | |
| 10    | Vernon - République ⥋ Ecos — Place de l'Eglise | Vernon - République ⥋ Ecos — Place de l'Eglise                                                                                       | Vernon - République ⥋ Ecos — Place de l'Eglise                                                                                       | Vernon - République ⥋ Ecos — Place de l'Eglise                                                                                       | Vernon - République ⥋ Ecos — Place de l'Eglise                                                                                       | Vernon - République ⥋ Ecos — Place de l'Eglise                                                                                       | Vernon - République ⥋ Ecos — Place de l'Eglise                                                                                       | Vernon - République ⥋ Ecos — Place de l'Eglise                                                                                       | Vernon - République ⥋ Ecos — Place de l'Eglise                                                                                       |
| 10    | Ouverture / Fermeture — / — | Longueur — | Durée 40 min | Nb. d’arrêts 12 | Matériel Iveco Crossway | Jours de fonctionnement L, Ma, Me, J, V, S                                                                                           | Jour / Soir / Nuit / Fêtes O / O / N / N                                                                                             | Voy. / an — | Centre-bus Vernon |
| 10    | Desserte : - Villes et lieux desservis : Vernon, Giverny, Sainte-Geneviève-lès-Gasny, Gasny, Mesnil-Milon, Vexin-sur-Epte, Ecos - Gare desservie : Gare de Vernon - Giverny | | | | | | | | |
| 10    | Autre : - Amplitudes horaires : La ligne fonctionne du lundi au vendredi de 6 h 0 à 20 h. La fréquence est d'un bus par heure. - Date de dernière mise à jour : 29 avril 2021. | | | | | | | | |
| 10    | Dernière actualisation : — | | | | | | | | |
| 11    | Pacy-sur-Eure - Gare Routière / Douains - Village des Marques ⥋ Vernon — République | Pacy-sur-Eure - Gare Routière / Douains - Village des Marques ⥋ Vernon — République                                                  | Pacy-sur-Eure - Gare Routière / Douains - Village des Marques ⥋ Vernon — République                                                  | Pacy-sur-Eure - Gare Routière / Douains - Village des Marques ⥋ Vernon — République                                                  | Pacy-sur-Eure - Gare Routière / Douains - Village des Marques ⥋ Vernon — République                                                  | Pacy-sur-Eure - Gare Routière / Douains - Village des Marques ⥋ Vernon — République                                                  | Pacy-sur-Eure - Gare Routière / Douains - Village des Marques ⥋ Vernon — République                                                  | Pacy-sur-Eure - Gare Routière / Douains - Village des Marques ⥋ Vernon — République                                                  | Pacy-sur-Eure - Gare Routière / Douains - Village des Marques ⥋ Vernon — République                                                  |
| 11    | Ouverture / Fermeture 2 janvier 2024. / — | Longueur — | Durée 27 min | Nb. d’arrêts 7 | Matériel — | Jours de fonctionnement L, Ma, Me, J, V, S, D                                                                                        | Jour / Soir / Nuit / Fêtes O / N / N / O                                                                                             | Voy. / an — | Dépôt — |
| 11    | Desserte : - Villes et lieux desservis : Pacy-sur-Eure, Douains, Normandie Parc, McArthurGlen Paris-Giverny, le Pôle d'essai du CNPP, Vernon - Gare desservie : Gare de Vernon - Giverny | | | | | | | | |
| 11    | Autre : - Amplitudes horaires : La ligne fonctionne du lundi au vendredi de 7 h 20 à 20 h, et les samedi, dimanche et jours fériés de 7 h 20 à 21 h - Particularités : La ligne fonctionne les dimanches et jours fériés uniquement de Douains à Vernon, en fonction de l'ouverture du village des marques McArthurGlen Paris-Giverny. - Date de dernière mise à jour : 10 mars 2024. | | | | | | | | |
| 11    | Dernière actualisation : — | | | | | | | | |
| S     | Vernon - Lycée Saint-Adjutor ⥋ Vernon — République | Vernon - Lycée Saint-Adjutor ⥋ Vernon — République                                                                                   | Vernon - Lycée Saint-Adjutor ⥋ Vernon — République                                                                                   | Vernon - Lycée Saint-Adjutor ⥋ Vernon — République                                                                                   | Vernon - Lycée Saint-Adjutor ⥋ Vernon — République                                                                                   | Vernon - Lycée Saint-Adjutor ⥋ Vernon — République                                                                                   | Vernon - Lycée Saint-Adjutor ⥋ Vernon — République                                                                                   | Vernon - Lycée Saint-Adjutor ⥋ Vernon — République                                                                                   | Vernon - Lycée Saint-Adjutor ⥋ Vernon — République                                                                                   |
| S     | Ouverture / Fermeture — / — | Longueur — | Durée 40 min | Nb. d’arrêts 5 | Matériel Iveco Crossway | Jours de fonctionnement L, Ma, Me, J, V, S                                                                                           | Jour / Soir / Nuit / Fêtes O / N / N / N                                                                                             | Voy. / an — | Centre-bus Vernon |
| S     | Desserte : - Villes et lieux desservis : Vernon - Gare desservie : Gare de Vernon - Giverny | | | | | | | | |
| S     | Autre : - Amplitudes horaires : La ligne fonctionne du lundi au vendredi de 6 h 0 à 20 h. La fréquence est de deux bus par jour et par sens. - Date de dernière mise à jour : 29 avril 2021. | | | | | | | | |
| S     | Dernière actualisation : — | | | | | | | | |
| N     | Navette Vernon>Giverny | Navette Vernon>Giverny | Navette Vernon>Giverny | Navette Vernon>Giverny | Navette Vernon>Giverny | Navette Vernon>Giverny | Navette Vernon>Giverny | Navette Vernon>Giverny | Navette Vernon>Giverny |
| N     | Vernon - Gare SNCF ⥋ Giverny — Parking | | | | | | | | |
| N     | Ouverture / Fermeture — / — | Longueur — | Durée 40 min | Nb. d’arrêts 3 | Matériel Yutong EC12 | Jours de fonctionnement L, Ma, Me, J, V, S                                                                                           | Jour / Soir / Nuit / Fêtes O / N / N / N                                                                                             | Voy. / an — | Centre-bus Vernon |
| N     | Desserte : - Villes et lieux desservis : Vernon, Giverny, Fondation Claude Monet - Gare desservie : Gare de Vernon - Giverny | | | | | | | | |
| N     | Autre : - Amplitudes horaires : La ligne fonctionne du lundi au vendredi de 6 h 0 à 20 h. - Particularités : La ligne navette n'est en exploitation que durant la saison touristique (de mars à octobre) - Date de dernière mise à jour : 29 avril 2021. | | | | | | | | |
| N     | Dernière actualisation : — | | | | | | | | |

## Organisation

Le titre de transport de Normandie.

Les voyageurs peuvent être munis du titre de transport régional Atoumod .

## Identité visuelle

Depuis le 1er janvier 2017.

## Réseau
SN'go exploite, sans distinction de zone, les lignes desservant 7 communes.